# SNNC

SNNC는 포스코그룹의 주요계열사이며, 계열사 중 영업이익 5~6위를 차지할 정도로 탄탄한 기업으로 손꼽힌다. 특히 포스코의 스테인리스 생산에 핵심적인 니켈 공급을 담당하고 있어 국내 철강산업에도 상당한 기여를 하고 있다.
SNNC는 지난 2006년 포스코와 뉴칼레도니아의 최대 니켈 광석 수출회사인 SMSP사가 합작 설립한 회사로, 스테인리스강의 주원료인 페로니켈 (니켈 20%, 철 80%)과 기타 부산물을 생산, 판매하는 국내 최초의 페로니켈 제조 전문기업이다.니켈광산-니켈제련-스테인리스 제조로 이어지는 세계 최초의 수직적 결합을 통한 성공 모델을 구축, 니켈 제련 사업의 불모지에서 국내 최초로 페로니켈을 생산, 포스코에 공급해 안정적인 원료 확보는 물론 국가 6대 전략광물 확보에도 기여하는 등 페로니켈 제조의 새로운 역사를 만들어가고 있다.
SNNC는 니켈 연간 5만 톤 생산체제를 구축한 이후 ‘친환경 니켈 사업의 Global leader’ 라는 비전을 실현하기 위해 끊임없는 기술개발과 원가절감으로 질적 성장을 도모하고 있다.
세계 최고 경쟁력 확보를 목표로 지속적인 조업기술 개발 및 설비관리 고도화를 통한 가동률 향상, 에너지 및 물류비 절감,  슬래그 부가가치 향상 등을 통한 수익성 향상에도 노력하고 있다. 더 나아가 기업시민으로서의 책임을 다하기 위해 경제적 수익성에만 치중하지 않고 환경적 건전성과 사회적 책임성이 함께 균형과 조화를 이루는 지속가능 경영을 추구하여 지역사회와 함께 성장 발전하고 있다.
현재는 2차 전지용 황산니켈의 중간 원료인 니켈 Matte 사업에도 진출해 신 성장동력을 구축하였다. 
또 한 포스코 그룹 계열사 중에서도 포스코의 (약 95~97%)의 높은 임금과 복지혜택으로 직원들의 근무 만족도가 매우 높다.
단일용량 세계 최고의 ESF전기로 2기를 보유중이며 포스코그룹 뿐 아니라 대한민국에서 유일하게 ESF전기로의 안정적인 설비 관리 노하우와 조업기술을 가지고 있는 기업이다.
포스코의 HyREX(수소환원제철)에 사용될 전기로가 ESF전기로이기 때문에 SNNC의 ESF전기로 설비관리 노하우와 조업기술은 매출과 영업이익을 떠나 엄청난 가치가 있다고 할 수 있다.